# Rajčinoviće
Rajčinoviće (Servisch cyrillisch Рајчиновиће) is een plaats in de Servische gemeente Novi Pazar. De plaats telt 537 inwoners (2002).